# Scheerlijn

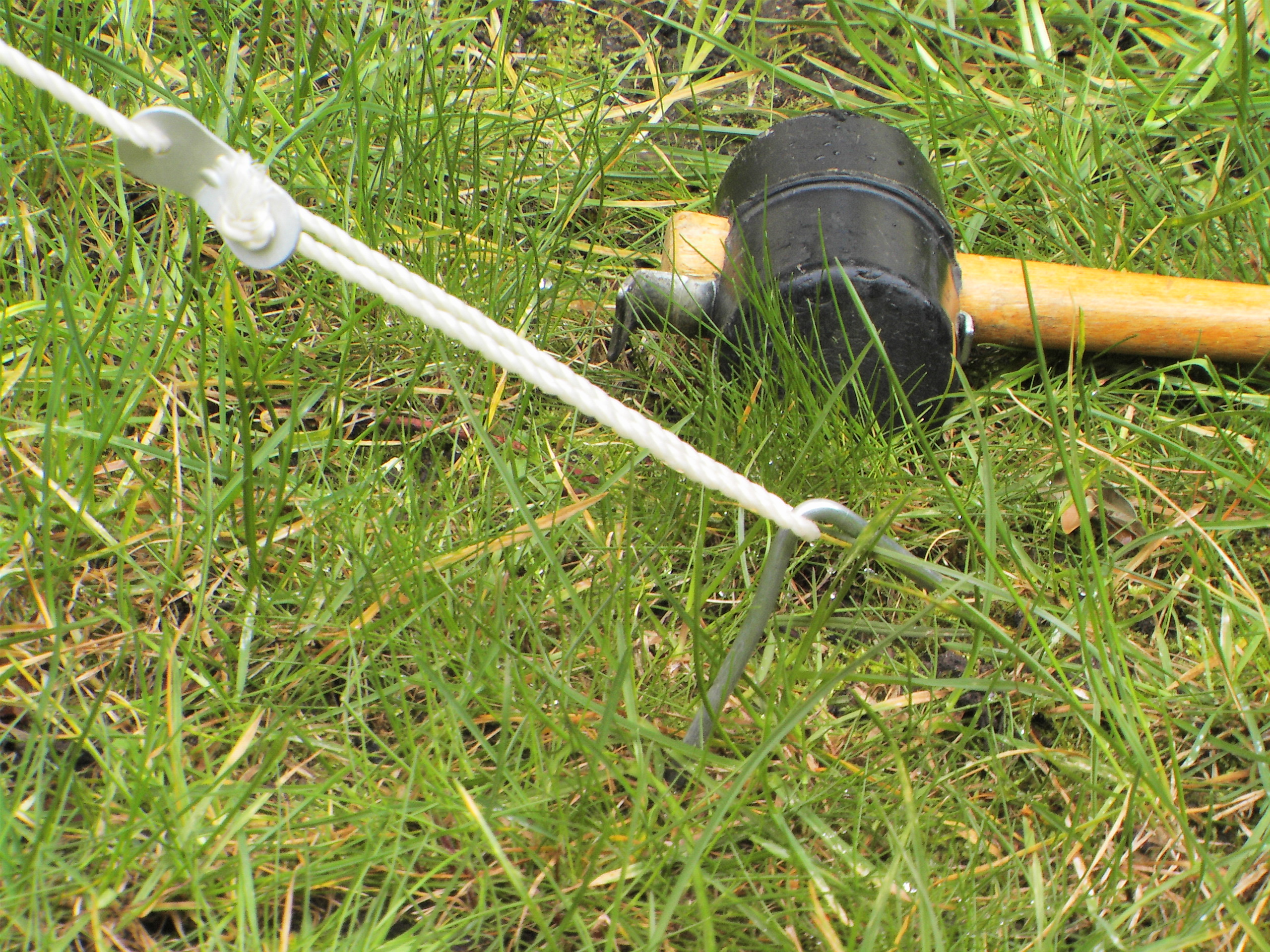
Deze scheerlijn is te hoog bevestigd aan een tentharing om goed op spanning te kunnen brengen met de scheerlijnspanner.

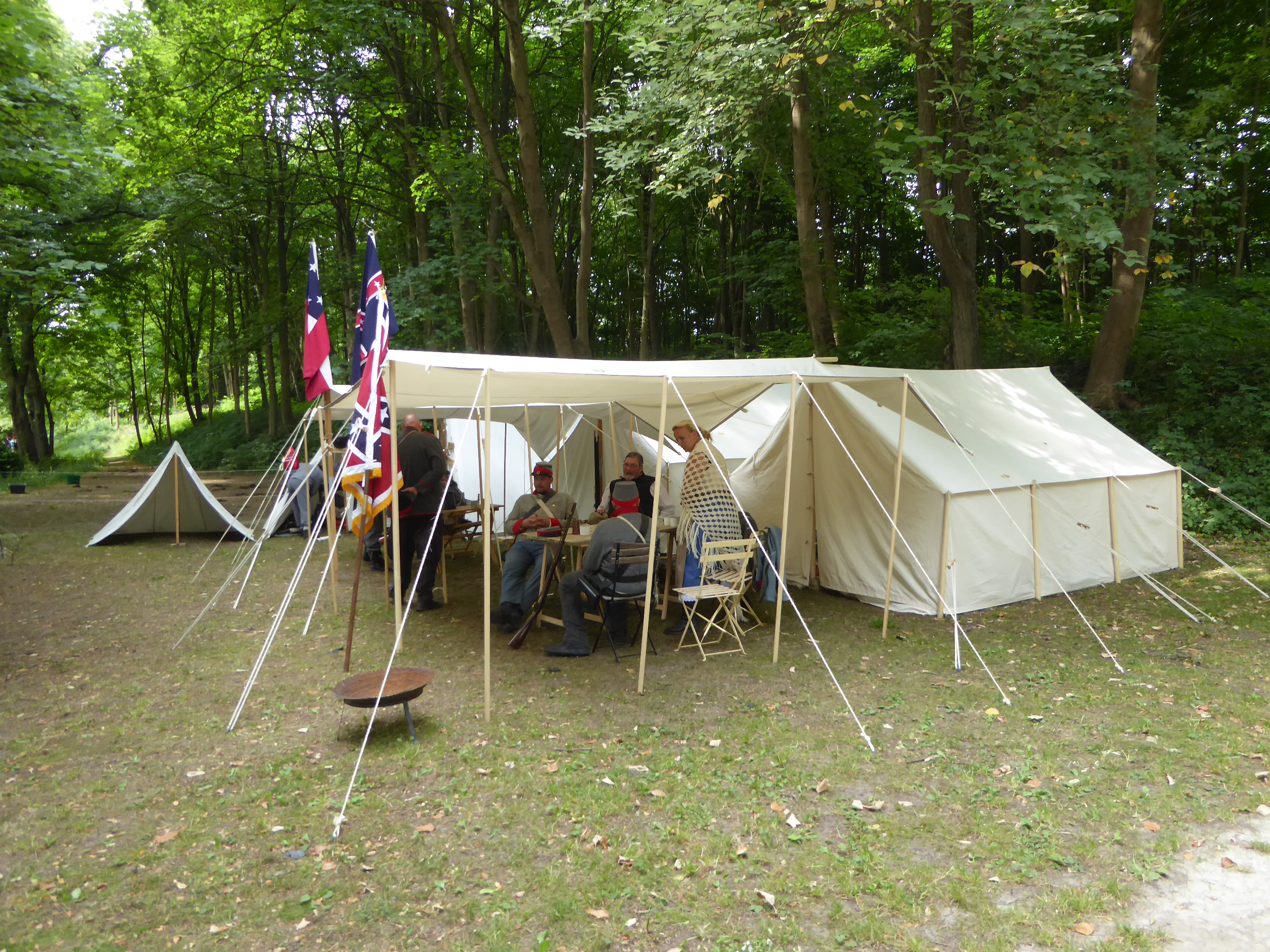
Deze tent is rondom afgespannen met scheerlijnen.

Een scheerlijn is een dun touw waarmee een tent(stok), zonneluifel of iets dergelijks afgespannen wordt. Hierdoor krijgt een tent stabiliteit en blijft overeind staan. Dit is te vergelijken met de tuidraden van bijvoorbeeld een televisietoren. Ook voorkomen scheerlijnen dat een tent weg kan waaien.
Een scheerlijn wordt met een tentharing in de bodem vastgezet. De scheerlijn wordt doorgaans gespannen door middel van een kleine metalen of plastic scheerlijnspanner. Noktenten hebben veel meer scheerlijnen dan frame-, boog- en koepeltenten omdat de scheerlijnen hier niet alleen voor stabiliteit zorgen maar ook de tent zijn vorm geven en overeind houden. Lange scheerlijnen leiden (zeker in het donker en als ze donker gekleurd zijn) vaak tot struikelen.